# (5752) 1992 CJ
(5752) 1992 CJ (1992 CJ, 1952 KN, 1973 UV) — астероїд головного поясу.
Тіссеранів параметр щодо Юпітера — 3,617.